# Destroyer
Destroyer е четвърти студиен албум на американската рок група Kiss. Издаден е на 15 март 1976 г. от Casablanca Records.

## Обща информация
След като постигат скромен успех с първите си три студийни албума, Kiss прави пробив с концертния албум „Alive!“. Това е първият албум на групата, който е сертифициран със злато. От успеха на „Alive!“, който прекарва 110 седмици в класациите, се възползва не само групата, но и Casablanca Records. Kiss сключва нов договор с тях в края на 1975 г. Договорът е за още два албума, което е индикация, че лейбълът не е сигурен дали групата може да дублира постиженията на „Alive!“.
Боб Езрин, който преди това е работил с Алис Купър, е нает да продуцира албума. Той представя на Kiss звукови ефекти, струни, обърнати барабани (в „God of Thunder“) и детски хор.
„Destroyer“ е първият албум на Kiss, който включва гост-музиканти, като например членове на Нюйоркската филхармония. Един некредитиран музикант е Дик Уогнър от групата на Алис Купър, който заменя Ейс Фрели в „Sweet Pain“. Уогнър също свири акустичната китара в песента „Beth“. Успехът на „Alive!“ и „Destroyer“ позволява на групата да започне първото си турне в Европа.

## Продукция
Групата започва да се подготвя за записа на новия албум още през месец август на 1975 г., докато е на турне в подкрепа на Alive!. Всички членове са на мнението, че Боб Езрин е правилният човек, който да продуцира следващия им албум, взимайки за пример работата му с Алис Купър по албуми като School's Out, Billion Dollar Babies и Welcome to My Nightmare.. Всички те смятат, че той ще им помогне да подобрят качеството на звука си в студиото, нещо което им убягва в предишните им студийни записи, Преди срещата си с Боб Езрин, групата записва 15 демо песни в студио Magna Graphics в края на 1975г. От всички тях, място в новия албум намират единствено God of Thunder и Detroit Rock City, а демото Mad Dog бива записано с нов текст като Sweet Pain. Някои от останалите демота биват преработени по-късно в нови песни за следващия студиен албум Rock 'n' Roll Over, както и за соло абума на Джийн Симънс от 1978 г.
По време на кратка почивка от турнето Alive между 3 – 6 септември 1975 г., започва първата част от записите на новия албум, като по-късно през месец януари 1976 г. те биват завършени. Продуцентът Езрин прибягва до различни тактитки, с които да извелече по-качествена музика от групата. Тъй като нито един от музикантите не е с музикално образование, Езрин ги учи на основите на музикалната теория. Пол Стенли след време заявява, че през този период се е чувствал, като че ли е на музикален лагер. Джийн Симънс пък казва, че това е точно това от което се е нуждаела групата в този момент.

## Състав
- Пол Стенли – вокали и китара
- Ейс Фрели – китара, беквокали
- Джийн Симънс – вокали и бас
- Питър Крис – барабани, вокали в „Beth“

### Допълнителен персонал
- Дик Уогнър – китара в „Sweet Pain“, акустична китара в „Beth“ и „Great Expectations“
- Нюйоркска филхармония – оркестър в Beth

### Продукция
- Боб Езрин – продуцент, клавишни, пиано в Beth
- Х.А. Макмилън – оркестрация
- Джей Месина – звуков енжинер
- Корки Стейсиак – звуков енжинер

## Песни
| №   | Име                                | Време |
| --- | ---------------------------------- | ----- |
| 1.  | Detroit Rock City                  | 5:17  |
| 2.  | King of the Night Time World       | 3:19  |
| 3.  | God of Thunder                     | 4:13  |
| 4.  | Great Expectations                 | 4:24  |
| 5.  | Flaming Youth                      | 2:59  |
| 6.  | Sweet Pain                         | 3:20  |
| 7.  | Shout It Out Loud                  | 2:49  |
| 8.  | Beth                               | 2:45  |
| 9.  | Do You Love Me                     | 3:40  |
| 10. | Rock and Roll Party (инструментал) | 1:25  |

## Позиции в класациите

### Албум
| Класация        | Най-добра позиция |
| --------------- | ----------------- |
| Австралия       | 6                 |
| Канада          | 6                 |
| Германия        | 36                |
| Япония          | 17                |
| Нова Зеландия   | 16                |
| Норвегия        | 25                |
| Швеция          | 4                 |
| Швейцария       | 13                |
| Великобритания  | 22                |
| U.S. Pop Albums | 11                |
| U.S. Catalog    | 4                 |
| U.S. Tastemaker | 3                 |

| Година | Песен               | Позиция               | Позиция                | Позиция              | Позиция               | Позиция                  | Позиция                   |
| Година | Песен               | Billboard Pop Singles | Canadian Singles Chart | German Singles Chart | Swedish Singles Chart | Australian Singles Chart | New Zealand Singles Chart |
| ------ | ------------------- | --------------------- | ---------------------- | -------------------- | --------------------- | ------------------------ | ------------------------- |
| 1976   | „Shout It Out Loud“ | 31                    | 1                      | 32                   | 16                    | 45                       | 40                        |
| 1976   | „Flaming Youth“     | 74                    | 73                     | –                    | –                     | –                        | –                         |
| 1976   | „Detroit Rock City“ | –                     | –                      | 14                   | –                     | –                        | –                         |
| 1976   | „Beth“              | 7                     | 5                      | –                    | –                     | 79                       | –                         |